# Precarico
Il precarico è la forza richiesta per produrre l'allungamento delle cellule miocardiche: in pratica indica il carico imposto al miocita prima della sua contrazione; in ambito clinico il volume telediastolico o la pressione di incuneamento polmonare sono utilizzate come misure del precarico. È determinata principalmente da due fattori: il ritorno venoso e la contrattilità atriale. 

## Caratteristiche
Il precarico può essere studiato in due situazioni, sperimentale e in vivo. Nella situazione sperimentale, in cui a una fibra muscolare è applicato un peso a un'estremità mentre l'altra è fissa, il precarico è rappresentato dalla lunghezza iniziale della fibra. Nella situazione fisiologica in vivo il precarico dovrebbe tenere conto della lunghezza della fibre che costituiscono il ventricolo che è determinata dal volume telediastolico. Il ventricolo sinistro si contrae in proporzione all'aumento del precarico (come enuncia la legge di Starling definita nel 1918), ovvero tanto maggiore sarà il precarico (volume telediastolico), tanto maggiore sarà la forza di contrazione del ventricolo, che viene a coincidere con la pressione sistolica.